# Ching chong
Ching chong hay ching chang chong là một từ mang tính miệt thị, thường do những người nói tiếng Anh bản địa dùng để nhạo báng người Trung Quốc, người Hoa Kiều, những người Đông Á hoặc Đông Nam Á có ngoại hình nhìn giống người Trung Quốc. Nó còn có nghĩa là "bọn mắt híp".